# NGC 2896
NGC 2896 ist eine elliptische Galaxie vom Hubble-Typ E-S0 im Sternbild Löwe auf der Ekliptik. Sie ist schätzungsweise 184 Millionen Lichtjahre von der Milchstraße entfernt.
Das Objekt wurde am 1. Mai 1864 von Heinrich d’Arrest entdeckt.